# Kirby: Planet Robobot
Kirby: Planet Robobot (ou Hoshi no Kirby: Robobo Planet au Japon) est un jeu vidéo de plates-formes développé par HAL Laboratory et édité par Nintendo, sorti sur Nintendo 3DS en avril 2016 au Japon et en juin 2016 en Amérique du Nord et Europe. Le jeu comprend un mode multijoueur et est compatible avec les amiibo. De nouvelles versions des amiibo Kirby, Roi Dadidou et Meta Knight sont commercialisées dans la foulée. Le jeu est officiellement annoncé lors du Nintendo Direct du 3 mars 2016. Il est considéré maintenant par beaucoup comme étant le meilleur jeu Kirby niveau aboutissement du gameplay solo,,.

## Histoire
Un jour, un vaisseau massif appelé Accès Analogique (Access ark en anglais) envahit, colonise et robotise la planète natale de Kirby, Popstar. Le roi Dadidou et Metaknight essayent de contrattaquer, mais le château Dadidou et le vaisseau de Metaknight le Halberd sont tous deux surpassés et détruits par un seul tir du vaisseau des envahisseurs. C'est maintenant au tour de Kirby, qui dormait pendant l'attaque, de remettre les choses à leurs places encore une fois.
Kirby détruits les cinq bases aux cinq coins de la planète Popstar qui servaient de trains d'atterrissages à l'Accès Analogique. Durant son périple, il acquit l'Armure Robobot, une mystérieuse machine utilisée par les envahisseurs qui a le pouvoir, tout comme Kirby, de copier les pouvoirs de ses ennemis. Kirby rencontre aussi la secrétaire de la société responsable de l'invasion de Popstar, Susie, qui explique à la boule rose que le plan de la société est d’accaparer les ressources naturelles de Popstar.
Durant son combat contre la colonisation de cette société, Kirby affrontera de nombreux ennemis : 
- L'arbre cyborg Meca-Whispy ;
- Un système de défense holographique (similaire à celui affronté par Kirby dans Kirby 64: The Crystal Shards) ;
- Susie dans son exosquelette ;
- Meca Knight, une version cyborg de Metaknight ;
- Un clone du roi Dadidou.

Après avoir détruit les cinq bases et rendu L'Accès Analogique immobile, Kirby l'infiltre et affronte Max Profitt Haltmann, le président de la Haltmann Works Corporation. Haltmann, qui a suivi les plans d'affaires d'un superordinateur nommé L'Idole des étoiles (Star dream en version originale), licencie Susie parce qu'elle n'a pas réussi à arrêter Kirby. Il affronte ensuite Kirby mais est vaincu. Furieux, Haltmann tente d'utiliser l'Idole pour détruire Kirby, mais est trahi par Susie, qui a l'intention de vendre la machine à d'autres sociétés. Malheureusement, L'Idole prend conscience de lui-même et attaque Susie après avoir pris le contrôle du président et être devenu sentient[Quoi ?]. L'Idole des étoiles annonce alors que toutes les formes de vie organiques sont des obstacles dans le plan de prospérité de la société et se lance dans une mission de destruction intergalactique. Susie compte sur Kirby pour arrêter l'Idole après avoir repris conscience et lui donne une Armure Robobot. Pendant ce temps, Meta Knight revient avec son Halberd réparé et Kirby fusionne son Armure Robobot avec le vaisseau pour créer le mode Halberd, puis part affronter le supercalculateur.
Vaincu, L'Idole des étoiles se réactive d'elle-même et fusionne avec l'Accès Analogique, se transformant en une planète sentiente et mécanique. Alors que Kirby détruit son Armure, la véritable identité de l’accès Analogique est révélée, il s’agit d’une Nova, l’une des comètes exauçant les vœux utilisés par Marx dans Kirby Super Star. L'Idole des étoiles se déchaîne mais est finalement détruite par Kirby, qui, éjecté du Halberd, la perfore grâce à une foreuse géante. Le Robobot mourant de Kirby utilise ses derniers restes d'énergie pour le renvoyer sur Popstar. Les machines de Haltmann disparaissent comme par magie, ramenant Dream Land à son état naturel. Susie fuit Popstar, Metaknight repart patrouiller avec le Halberd et Kirby se lance dans sa prochaine grande quête après avoir fait ses adieux.
Bien que jamais montré directement dans les cinématiques, les descriptions de l'écran de pause et les commentaires du directeur du jeu sur Miiverse décrivent comment l'histoire avant l'histoire s'est déroulée.
Le président Haltmann était autrefois un PDG aimable qui avait découvert L'Idole des étoiles. Une tragédie est survenue lorsque sa fille, Susana Patrya Haltmann, a été impliquée dans un accident avec la machine et a été envoyée dans une autre dimension (on peut supposer qu'il s'agit de la Dimension Parallèle de Kirby's Adventure Wii). Accablé par un immense chagrin, Haltmann a tenté d'utiliser l'Idole pour ramener sa fille, mais cela n'a pas fonctionné. L'abus de la machine a eu pour conséquence la perte des souvenirs d'Haltmann, lui faisant finalement oublier qu'il avait une fille en premier lieu. Susie est finalement revenue et a rejoint la société de son père, mais celui-ci ne s'en rendra jamais compte.

### Scènes optionnelles
Dans la dernière étape de Meta Knightmare Returns, L'Idole se réveille et nomme Metaknight le nouveau PDG pour avoir battu Haltmann. Pour prouver la valeur et la force de Metaknight, L'Idole des étoiles engage un programme de combat spécial qui invoque des clones de Dark Matter (de Kirby's Dream Land 2) et de la reine Sectonia (de Kirby Triple Deluxe). Une fois les deux clones détruits, L'Idole active un portail dimensionnel (un acte interdit par Haltmann) et invoque Galacta Knight. Avant le début du combat, Galacta Knight détruit L'Idole. Après avoir été vaincu, Galacta Knight est de nouveau scellé.
À la fin de L'arène Ultime, l'Idole blessé par Galacta Knight devient idole_des_etoiles.exe. Après l'avoir désactivé avec le Halberd, Kirby tente d'utiliser son Armure Robobot pour la détruire mais est inhalé. À l'intérieur, Kirby trouve le cœur de la Nova. Alors que Kirby détruit chacun des piliers entourant le cœur, Haltmann hurle de douleur (la description de l'écran pause nous apprend que l'Idole est en train de le supprimer de ses systèmes). Au moment où Kirby détruit le dernier pilier, Haltmann a été complètement effacé et le cœur de la Nova combat directement Kirby. Une fois vaincu, le cœur émet une série de vagues d'énergie (qui peuvent tuer Kirby en un coup), puis se désintègre.

## Système de jeu
Le jeu reprend le moteur de Kirby: Triple Deluxe. Le joueur dirige Kirby à travers six mondes dans le but de sauver Dream Land de l'invasion mécanique. Kirby peut marcher, courir, sauter, voler (en appuyant plusieurs fois sur le bouton A) et avaler ses ennemis. En avalant certains, il peut copier ses pouvoirs (qu'il pourra abandonner à tout moment) et les utiliser contre ses adversaires. Au cours des niveaux, Kirby devra ramasser des objets appelés « Cubacodes » pour pouvoir progresser. Il en faut un certain nombre pour pouvoir affronter le boss à la fin d'une zone, et ramasser tous les Cubacodes d'une zone donne accès un niveau supplémentaire dit « EX ».
La nouveauté réside dans l'Armure Robobot. En effet, à certains points du niveau, Kirby pourra conduire une Armure robotique et utiliser sa puissance à son avantage. L'Armure peut aussi analyser les ennemis et copier leurs capacités. Ses « modes » sont cependant moins nombreux que les dons de Kirby.
En plus du mode histoire, mode principal, le jeu propose deux autres modes : « Les Défis 3D de Kirby », dans lequel Kirby doit battre des ennemis dans un environnement en trois dimensions, et L'Attaque des Kirbys, dans lequel il faut battre des boss en gagnant de l'expérience à chaque victoire.

## Dons
En plus des dons classiques (épée, marteau, foudre), Kirby obtient de nouveaux pouvoirs, comme Docteur (référence a Dr. Mario), PSY (fondé sur Ness de EarthBound), ou poison. Il regagne ainsi le don Jet, Miroir (issus de Kirby Super Star Ultra), ou Smash Bros (apparu dans Kirby and the Amazing Mirror).

## Développement
Planet Robobot a été conçu comme un successeur direct de Kirby: Triple Deluxe au début du développement. Le jeu aurait comporté le don Hypernova, mais il a finalement été remplacé par l'Armure Robobot afin d'éviter le sentiment de déjà vu par rapport à l'opus précédent.
Le jeu a été dévoilé lors du Nintendo Direct du 3 mars 2016. Un ensemble des amiibo sur le thème Kirby (composé de Kirby, Roi Dadidou, Meta Knight et Waddle Dee) a été publié avec la date de sortie du jeu, et offrent des changements de gameplay uniques. Le jeu est sorti au Japon le 28 avril 2016 et en juin 2016 dans le monde entier. Le 21 juillet 2016 également, sortira une version dématérialisée pour tout le monde (sur le Nintendo eShop donc) de la démo du jeu conçu à la base seulement pour les magasins sous la forme d'une cartouche.
Pendant la nuit du mercredi 12 au jeudi 13 avril 2017, il a été annoncé par un Nintendo Direct que les deux mini-jeux de Planet Robobot recevront des suites standalone et seront donc à côté également des jeux complets à part entière (tout comme Kirby Fighters Deluxe et Dedede's Drum Dash Deluxe pour Triple Deluxe deux années plus tôt). Les deux jeux sortiront dans le milieu de l'année 2017 en l'honneur du 25e anniversaire de Kirby.
Le premier jeu Team Kirby Clash Deluxe est un jeu du style Boss Rush avec des éléments d'RPG. Il est sorti directement après la présentation du 13 avril en tant que jeu free-to-start, qui est une première également pour la série. Le jeu, étant un free-to-play, possède des micro-transactions, ici pour de la monnaie in-game (les Pommes Joyaux) seulement. Pommes Joyaux qui serviront uniquement à pouvoir débloquer des quêtes/progresser dans l'aventure ou à améliorer ou acheter de nouvelles armes/armures plus rapidement.
Le second jeu, Kirby's Blowout Blast sorti en juillet 2017, bien que possédant cette fois-ci un tout autre nom, reprendra également la plupart des codes instaurés dans l'original conçu l'année précédente pour Planet Robobot, c'est-à-dire, un jeu arcade-like de plateforme en 3D.